# Christa McAuliffe
Sharon Christa Corrigan McAuliffe född 2 september 1948 i Boston, Massachusetts, död 28 januari 1986 ombord på rymdfärjan Challenger ovanför Floridas kust, var en amerikansk lärare och astronaut som skulle ha blivit den första läraren i rymden. Hon blev den första kvinnliga civila astronauten.
McAuliffe var gift med Steven James McAuliffe och hade barnen Scott Corrigan, född 11 september 1976, och Caroline Corrigan, född 24 augusti 1979. Hon undervisade i historia och biologi vid Concord Senior High School, Concord, New Hampshire och togs ut till den amerikanska rymdflygstyrelsen Nasas program lärare i rymden 19 juli 1985. Hon valdes sedan till huvudkandidat för Challengers expedition STS-51-L, vilken kom att bli dess sista när färjan förstördes av en våldsam brand 72,2 sekunder efter uppskjutning.

## Eftermäle
Nedslagskratern McAuliffe på månen, är uppkallad efter henne.
Asteroiden 3352 McAuliffe är uppkallad efter henne.
2004 tilldelades hon Congressional Space Medal of Honor postumt.

### Fotnoter
1. ↑  ”För 50 år sedan”. Folkbladet:  s. 11. 28 januari 2015. Läst 2 mars 2015.
2. ↑  Palmborg, Lars (16 mars 2013). ”Det hände 1986 – Året vi minns”. Expressen:  s. 83. Läst 2 mars 2015.
3. ↑  ”McAuliffe on Moon” (på engelska). International Astronomical Union. 18 oktober 2010. https://planetarynames.wr.usgs.gov/Feature/3777. Läst 29 september 2019.
4. ↑  ”Minor Planet Center 3352 McAuliffe” (på engelska). Minor Planet Center. https://www.minorplanetcenter.net/db_search/show_object?object_id=3352. Läst 11 maj 2018.